# Leptostigma pilosum
Leptostigma pilosum är en måreväxtart som först beskrevs av George Bentham, och fick sitt nu gällande namn av Francis Raymond Fosberg. Leptostigma pilosum ingår i släktet Leptostigma och familjen måreväxter. Inga underarter finns listade i Catalogue of Life.